# Charlie Haden

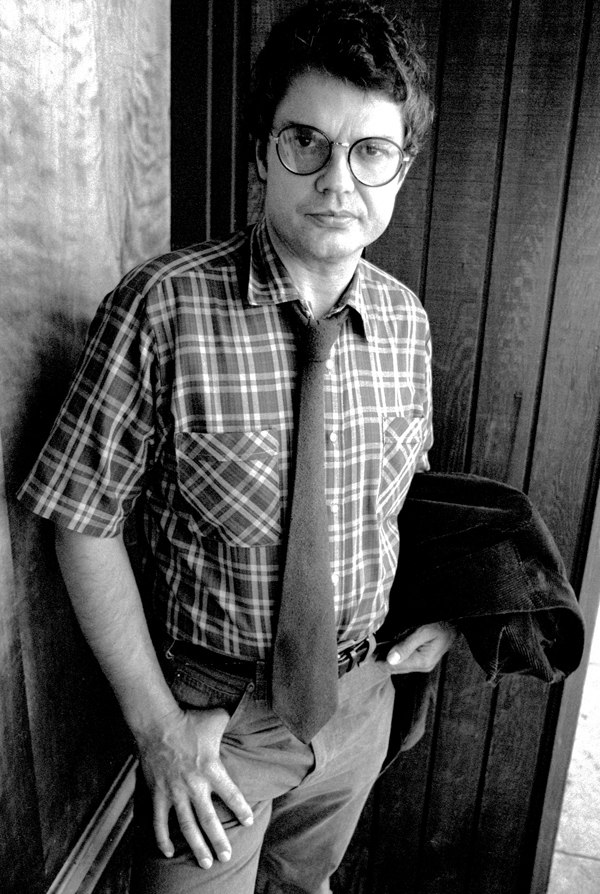
Charlie Haden, 1981.

Charlie Haden, född 6 augusti 1937 i Shenandoah, Iowa, död 11 juli 2014 i Los Angeles, Kalifornien, var en amerikansk jazzmusiker. Han har spelat bas tillsammans med jazzmusiker som Keith Jarrett, Pat Metheny, Ornette Coleman, Archie Shepp, Alice Coltrane och har även gett ut soloalbum.
Haden drabbades som 15-åring av polio, något som gjorde att hans ansiktsmuskler drabbades och han förlorade förmågan att sjunga. Vid den tidpunkten växte istället hans intresse för kontrabasen. Till följd av sin tidigare polio led han under sina sista år av PPS. Haden led även enligt egen utsago av tinnitus, som han trodde sig fått efter en extrem frijazzkonsert med Archie Shepp och Roswell Rudd 1969.